# وزارة الحكومة الرقمية (اليونان)
وزارة الحكومة الرقمية اليونانيَّة (باليونانية: Υπουργείο Ψηφιακής Διακυβέρνησης)‏  </link> ) هي وزارة في اليونان تم تشكيلها في البداية في 27 يونيو 2011. في 27 يناير 2015، تم دمجها مع وزارة الداخلية ووزارة حماية المواطن لتشكيل وزارة الداخلية والتنظيم الإداري. تم إحياؤها كوزارتين منفصلتين في 5 نوفمبر 2016: وزارة إعادة التنظيم الإداري ووزارة الرقمية والاتصالات والإعلام. أعادت وزارة الداخلية استيعاب الأولى في 9 يوليو 2019، في حين تم تغيير اسم الأخيرة إلى وزارة الحكومة الرقمية. الوزير الحالي في مجلس الوزراء الثاني لكيرياكوس ميتسوتاكيس هو ديميتريوس باباسترجيو، الذي شغل أيضًا منصب عمدة تريلالا.

## قائمة الوزراء

### الإصلاح الإداري والحكومة الإلكترونية (2011-2015)
| اسم                 | تولى منصبه    | ترك المكتب    | حزب                 | ملحوظات                                                                |
| ------------------- | ------------- | ------------- | ------------------- | ---------------------------------------------------------------------- |
| ديميتريس ريباس      | 27 يونيو 2011 | 17 مايو 2012  | باسوك               | حكومة جورج باباندريو حتى 11 نوفمبر 2011؛ حكومة لوكاس باباديموس بعد ذلك |
| بافلوس آبوستوليديس  | 17 مايو 2012  | 21 يونيو 2012 | مستقل               | مجلس الوزراء المؤقت لباناجيوتيس بيكرامينوس                             |
| أنتونيس مانيتاكيس   | 21 يونيو 2012 | 25 يونيو 2013 | اليسار الديمقراطي   | مجلس الوزراء لأنتونيس ساماراس                                          |
| كيرياكوس ميتسوتاكيس | 25 يونيو 2013 | 27 يناير 2015 | الديمقراطية الجديدة | مجلس الوزراء لأنتونيس ساماراس                                          |

### إعادة التنظيم الإداري (2016–2019)
| اسم                      | تولى منصبه    | ترك المكتب    | حزب    | ملحوظات                          |
| ------------------------ | ------------- | ------------- | ------ | -------------------------------- |
| أولغا جيروفاسيلي         | 5 نوفمبر 2016 | 29 أغسطس 2018 | سيريزا | الحكومة الثانية لأليكسيس تسيبراس |
| ماريليزا زينوجياناكوبولو | 29 أغسطس 2018 | 9 يوليو 2019  | سيريزا | الحكومة الثانية لأليكسيس تسيبراس |

### السياسة الرقمية والاتصالات والإعلام (2016-2019)
| اسم         | تولى منصبه    | ترك المكتب   | حزب    | ملحوظات                          |
| ----------- | ------------- | ------------ | ------ | -------------------------------- |
| نيكوس باباس | 5 نوفمبر 2016 | 9 يوليو 2019 | سيريزا | الحكومة الثانية لأليكسيس تسيبراس |

### الحكومة الرقمية (منذ يوليو 2019)
| اسم                  | تولى منصبه    | ترك المكتب    | حزب   | ملحوظات                             |
| -------------------- | ------------- | ------------- | ----- | ----------------------------------- |
| كيرياكوس بيراكاكيس   | 9 يوليو 2019  | 26 مايو 2023  | مستقل | حكومة كيرياكوس ميتسوتاكيس           |
| سقراط كاتسيكاس       | 26 مايو 2023  | 26 يونيو 2023 | مستقل | مجلس الوزراء المؤقت ليوانيس سارماس  |
| ديميتريوس باباسترجيو | 27 يونيو 2023 |               | مستقل | الحكومة الثانية لكرياكوس ميتسوتاكيس |

## روابط خارجية
- الموقع الرسمي